# Рако Левајац
Војвода Ракo Левајац (Љеваја код Такова, 1777 — Мојсиње, 17. октобар (по ст. кал.)/29. октобар 1833) био је српски војвода који је ратовао у Првом и Другом српском устанку.

## Биографија
Рако Левајац рођен је 1777. године. Надимак му је био Скерла. Мајка му се звала Јеленка, а име оца није забележено зато што је у раној младости остао без њега. Рако је имао двојицу браће, Панта и Радосава. Од брата Панта воде порекло Левајци из Бечња, а од другог брата Левајци из Лађеваца. Рако је заједно са браћом дошао у село у коме је провео највећи део свог живота.
Дошао је у контакт са личностима које су познате за време Првог и Другог српског устанка. Био је трговачки момак Николе Луњевице захваљујући коме је упознао Карађорђа, Милоша и Милана Обреновића. Никола Луњевица је одиграо значајну улогу у животу војводе Левајца због новчане помоћи захваљујући којој је Рако почео самостално да тргује стоком. 
Никада није заборављао сиромашне управо због сиромаштва из кога је потекао. О томе сведочи и писмо које је 23. априла 1816. године упутио кнезу Милошу поводом злоупотреба Милинка из Остре. У писму је изнео низ чињеница о наметању глобе кметовима и поштеним људима. 
Присуствовао је значајним догађајима из првих дана устанка што говори о угледу који је уживао у својој средини као и међу устаницима. Иначе, у народу је био познат као даровит говорник.
Био је учесник Остружничке скупштине и Карађорђеве делегације на преговорима у Земуну 1804. Учесник је свих важнијих бојева Првог српског устанка. Био је у биткама на Мишару (1806), Љубићу и Дубљу (1815).
После победе устаника код Сјенице и Суводола, пролећа 1809. године, војвода Милан Обреновић и Рако Левајац су са 3500 Срба прешли преко Колашина и упутили се ка црногорској граници, према Васојевићима. 

### Војвода Левајац
За војводу ужичке нахије прогласио га је Карађорђе 1810. године, али му је та титула одузета 1813. Замерио се Карађорђу јер није испунио наређење да хапси хајдуке у ужичком и соколском крају. Замерио се и кнезу Милошу и против њега припремао буну 1824. и 1825. године.
Сукоби Рака Левајца са Карађорђем и Милошем показују каква је он био личност. Војвода је био особа од интегритета, немирног духа који је ратовао раме уз раме са важним личностима.

### Смрт
Рако Левајац је завршио живот природном смрћу што је запрепашћујуће због супротстављања кнезу Милошу. Умро је у сиромаштву и сахрањен поред цркве у Мојсињу 1833. године. 

### Спомен плоча
Када је 1935. у Мојсињу грађена нова црква, његова надгробна плоча је нестала. Потомци су му 2. маја 2009. подигли нову спомен-плочу у цркви у Мојсињу коју је тог дана освештао епископ жички Хризостом Столић.
Милан Ђ. Милићевић га помиње у свом „Поменику“. Једна улица у Горњем Милановцу носи његово име. Горан Р. Левајац је новембра 2008. у „Вечерњим новостима“ објавио фељтон „Моравски војвода Рака Левајац“ у шест делова.